# 感動詞
感動詞（かんどうし / 英: interjection） とは、感動、応答、呼び掛けを表す。主語、述語、修飾語になることも他の語に修飾されることもない。間投詞（かんとうし）、感嘆詞（かんたんし）、嘆詞（たんし）とも言う。口語においては頻繁に用いられるが、文語において用いられることは少ない。

## 日本語
一般的には、1.自立語で活用がなく文中で独立しており（独立語）、2.感動の表出や呼びかけ、応答などに用いられる語をいう。
「感歎詞（感嘆詞）」と呼ばれていたが、大槻文彦「語法指南」（『言海』所収、1889年）で「感動詞」の術語が使用され、明治後期には「感動詞」が広く使われるようになった。明治期には助詞を感動詞に含める文献もあったが、大正期には助詞を除外し独立語であるとする文典が増え、昭和期には一般的に助詞を除外するようになった。
日本語では東北方言で多く使われているが、これは農村型社会が基盤の地域ではコミュニティの一体感を醸成するのに必要なためとされる。
|          | はたらき                                                       | 相当することば | 相当することば                                 |
| -------- | -------------------------------------------------------------- | -------------- | ---------------------------------------------- |
| 感動     | 話し手の感動を表す。                                           | 口語           | 「ああ」「まあ」など。                         |
| 感動     | 話し手の感動を表す。                                           | 文語           | 「ああ」「あっぱれ」「あはれ」「あな」など。   |
| 呼び掛け | 相手に呼びかける。                                             | 口語           | 「もしもし」「ちょっと」など。                 |
| 呼び掛け | 相手に呼びかける。                                             | 文語           | 「いかに」「いざ」「やあやあ」など。           |
| 応答     | 相手に応答する。                                               | 口語           | 「はい」「いいえ」「うん」など。               |
| 応答     | 相手に応答する。                                               | 文語           | 「いな」「おうおう」など。                     |
| 挨拶     | 相手に挨拶する。                                               | 口語           | 「おはよう」「こんにちは」「さようなら」など。 |
| 掛け声   | 話し手や相手に呼びかけて、調子をとったり、勢いをつけたりする。 | 口語           | 「えい」「よいしょ」「それっ」など。           |

## 英語
- ah（ああ）
- aha（なるほど）
- eh（そうだろう？、～だよな？）
- er（あの－）
- hmm（うーん）
- oh（おお）
- uh（えー、あのー）
- wow （うあー、わお）
- well（えーと、まあ）

## 中国語
- 啊 a ㄚ˙ (返事や頷いた際の「ああ」や、驚いた際の「あっ」)
- 嗯 en ㄣ˙ (頷いた際の「うん」、考えている時や悩んでいる際の「ん…」。三点リーダと併用することもある)
- 喂 wéi ㄨㄟˊ (電話応対の決まり文句「もしもし」)
- 哎呀 aiya ㄞˋㄧㄚ˙ (驚いた時の言葉「あらま」)
- 噢 o ㄛ˙ (驚いた際の「おお」など)

## 朝鮮語
- 아이고 aigo (感極まった時、溜め息をつく時の言葉)